# Śródlesie (Poméranie-Occidentale)
Pour les articles homonymes, voir Śródlesie.
Śródlesie est une localité polonaise de la gmina mixte de Złocieniec, située dans le powiat de Drawsko en voïvodie de Poméranie-Occidentale. Elle se trouve à environ 96 km à l'est de Szczecin, la capitale régionale. Avant 2019, elle appartenait à la gmina d'Ostrowice.

## Géographie

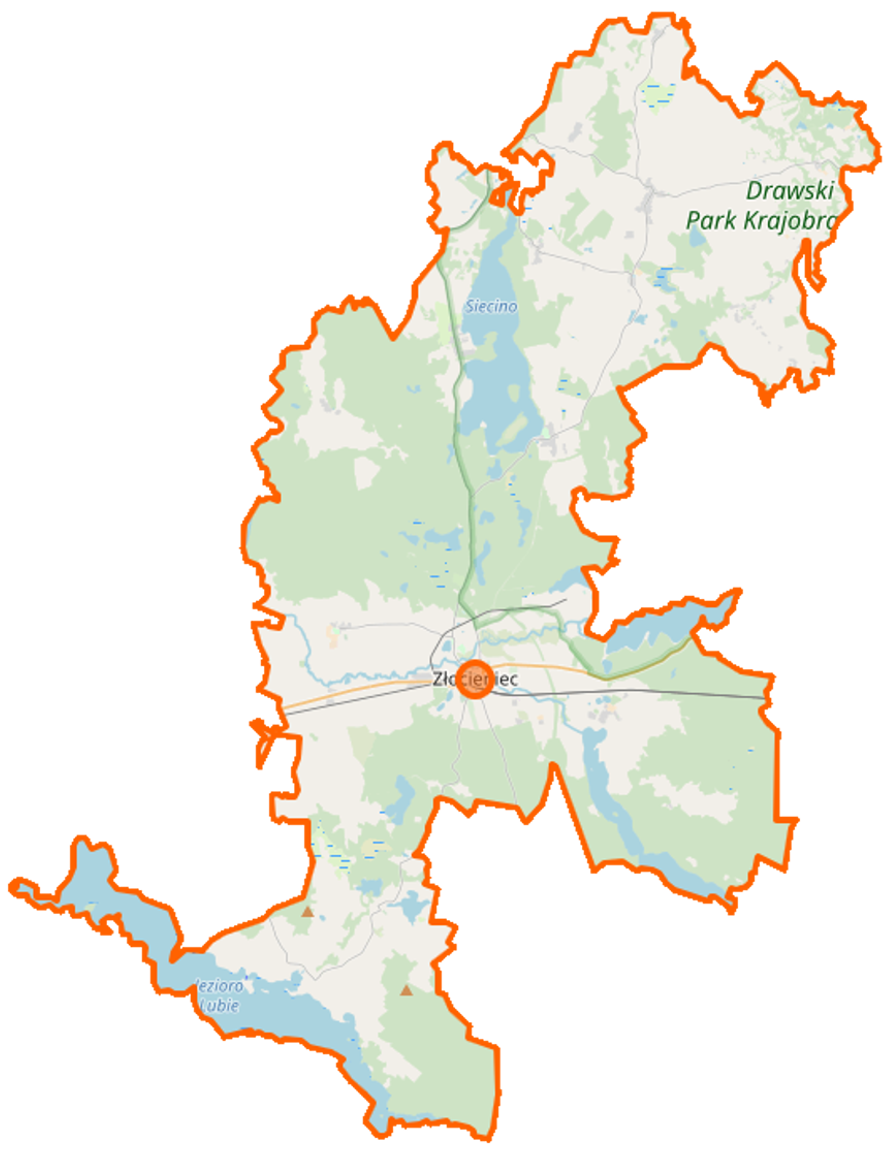
Carte de la gmina de Złocieniec.